# Чыра
Чыра́ (также Чира) — река в Горном улусе Якутии (Россия), левый приток реки Синей. Длина реки составляет 181 км, площадь водосборного бассейна — 3310 км². 

## Общая информация
Река берёт начало на Приленском плато в восточной части Среднесибирского плоскогорья на высоте более 242 м над уровнем моря. Течёт преимущественно на юго-восток. Протекает в основном по лиственничной холмистой тайге. В среднем и нижнем течении меандрирует. Впадает в Синюю в 177 км от её устья по левому берегу, выше впадения в Синюю Матты, на высоте 154 м над уровнем моря. Ширина в нижнем течении — 16 м при глубине 0,6 м. 
Населённых пунктов на реке нет. Замерзает со первой половины октября по вторую половину мая.

## Основные притоки
Указаны поименованные притоки длиной 30 км и более
| Название    | Расстояние от устья | Длина | Положение |
| ----------- | ------------------- | ----- | --------- |
| Сёрёс       | 59                  | 52    | левый     |
| Харыя-Юрях  | 78                  | 38    | правый    |
| Хар-Балаган | 88                  | 44    | левый     |

## Данные водного реестра
По данным государственного водного реестра России и геоинформационной системы водохозяйственного районирования территории РФ, подготовленной Федеральным агентством водных ресурсов:
- Бассейновый округ — Ленский
- Речной бассейн — Лена
- Речной подбассейн — Лена между впадением Олёкмы и Алдана
- Водохозяйственный участок — Лена от устья Олёкмы до водомерного поста Покровска.
- Код водного объекта — 18030500112117200034669